# Stephen Douglas Hooper
Stephen Douglas “Hoop” Hooper (* 25. Oktober 1946; † 22. September 2011) war ein US-amerikanischer Künstler aus Clifton, New Jersey.
Er stellte aus täglichen Gebrauchsgegenständen – vorwiegend aus Automobilen – seine psychedelischen Einzelstücke her. So bezog er einen 1941 Packard Hearse mit Fell und Pailletten, oder beklebte einen Fiat 850 mit leeren Blechdosen.
Hoop war in der New Yorker Kunst-Szene gut bekannt. So durfte er sich zum „inneren Zirkel“ um Pop-Art-Künstler Andy Warhol zählen. Eines seiner Zitate war:

“I've stepped into the throne room of the art world and tried to take over.”

„Ich trat in den Thronsaal der Weltkunst und versuchte sie zu übernehmen.“

Mit 64 Jahren zog er sich in seine exzentrisch-esoterische Arbeit zurück. Seine mobilen Kunstwerke wurden 2009 in dem Film „Automorphosis“ vorgestellt.
Hoop starb am 22. September 2011 an Krebs.